# Meymand
Meymand (persisch میمند) ist eine Stadt in der Provinz Fars im Süden des Irans. 2006 hatte Meymand 8.615 Einwohner.

## Geographie
Die Provinzhauptstadt Schiras ist 95 km entfernt.